# Joachim Löw
Joachim Löw [joʔaˈxiːm løːf] (Schönau im Schwarzwald, 3 de febrer de 1960) és entrenador i un exfutbolista alemany. En la seua etapa com a jugador professional jugava com a davanter.
Löw és el major de quatre germans, va passar la seua infància i joventut en la seua ciutat natal Schönau/Baden. Després de l'escola primària passà a l'escola secundària de Schönau i al juny de 1977 va obtenir la titulació de secundària. Estudis que compaginava amb l'obra d'ésser escolà, va jugar en el "TuS Schönau 1896" passant més tard al "FC Schönau" on van reconèixer prompte el seu talent. El següent pas va ser a un club de major categoria, el SC Freiburg.

## Jugador
El 1978 Löw començà la seua carrera de futbolista en la 2. Bundesliga en el SC Freiburg. Tornant al club dues vegades (1982, 1985). El 1980 Löw va fitxar pel VfB Stuttgart de la Bundesliga, però no va aconseguir acoblar-se en l'equip en el qual només va jugar en quatre ocasions en les quals no va marcar cap gol. La temporada 1981-82 Löw va ser traspassat a l'Eintracht Francfort (24 partits, 5 gols), però va tornar al Friburg en la temporada següent.
En la campanya 1982-83 va marcar 8 punts en 34 partits, en la 1983-84 va marcar 17 gols en 31 partits en la 2. Bundesliga. Després va tornar a la Bundesliga 1 amb el Karlsruher SC, però no va tenir una bona temporada en la qual va marcar només dos gols en 24 partits disputats. Més tard, Löw tornà a recalar en el Friburg però en aquesta ocasió estigué quatre anys (116 partits, 38 gols). Joachim Löw va concloure la seua carrera en Suïssa, on va jugar en el FC Schaffhausen en la temporada (1989-1992) i en el FC Winterthur en la (1992-1994).
Löw va ser internacional en quatre ocasions amb la Selecció de futbol d'Alemanya sub-21.

## Entrenador

### Entrenador de club i segon entrenador d'Alemanya
Löw començà la seua carrera en les banquetes com a entrenador juvenil del FC Winterthur mentre ell era encara era jugador en actiu. La temporada 1994-95 era entrenador-jugador del FC Frauenfeld.
En la 1995-96 va ser entrenador ajudant del VfB Stuttgart amb Rolf Fringer com a entrenador. Com Fringer va tenir l'ocasió d'entrenar a Suïssa, Joachim Löw va passar a ser l'entrenador interí l'agost de 1996 i finalment tècnic amb caràcter general. Amb el famós "Triangle Màgic" format per: Krassimir Balakov, Giovane Élber i Fredi Bobic l'equip va realitzar una bona temporada i en la qual va guanyar la Copa d'Alemanya. L'any següent l'equip va arribar a disputar la final de la Recopa d'Europa en la qual van ser batuts per 0-1 pel Chelsea FC i van acabar quarts a la Bundesliga.
Joachim Löw abandonà Stuttgart el juliol de 1998 i va fitxar pel Fenerbahçe SK. L'octubre de 1999 va fitxar pel Karlsruher SC, però no va poder evitar el descens a tercera divisió i va ser acomiadat. De desembre de 2000 a març de 2001 va tornar a Turquia com a entrenador de l'Adanaspor, però altra vegada va ser acomiadat pels dolents resultats.
A l'octubre de 2001 va ser l'entrenador del FC Tirol Innsbruck i va dur a l'equip a guanyar la Bundesliga d'Àustria el 2002. El mateix any el club es va declarar en fallida i es va dissoldre. Joachim Löw estava de nou en l'atur. El seu següent treball va ser amb l'Austria Wien de juny de 2003 al març de 2004, quan sorprenentment va passar a ser l'ajudant de Jürgen Klinsmann entrenador de la selecció alemanya l'1 d'agost de 2004. Klinsmann i Löw s'havien conegut entrenant en edat escolar i en el moment que Klinsmann va ser designat en el seu nou càrrec va visitar a Löw per a demanar que fóra el seu tècnic ajudant. Klinsmann va proposar una nova filosofia ofensiva i va usar a Joachim Löw, un entrenador que coneix millor els plantejaments tàctics, per a posar en pràctica les seues idees.
Amb el carisma i la influència de Klinsmann i les tàctiques elegants i de bon gust de Löw van formar un tàndem formidable, arribant a les semifinals de la Copa Confederacions 2005 abans de ser derrotats per Brasil 3-2 en el millor partit del torneig. Alemanya derrotaria Mèxic 4-3 en la pròrroga en el partit del tercer i quart lloc.
Quan Alemanya va obrir la Copa del Món de futbol de 2006 el 9 de juny contra Costa Rica a Múnic, introduint les noves tàctiques de Löw i Klinsmann que donaren lloc al fet que Alemanya guanyara 4-2 en un partit summament apassionant. Una victòria d'1 a 0 afortunada però bé merescuda sobre Polònia i seguit per un 3 a 0 sobre Equador tancant la fase de grups. Alemanya i la gent que estava en la Copa del Món es va veure immersa en una ona d'esperança, i Alemanya en particular com mai havien vist abans.
Eliminaren a Suècia a vuitens de final en un magnífic treball de Lukas Podolski que va marcar dos gols, seguit d'una batalla emocionant contra Argentina. Alemanya vencé en els penals després d'acabar els 120 minuts amb resultat d'1 a 1. El partit de semifinals contra Itàlia va ser possiblement el millor partit del torneig. Va ser una gran experiència, no obstant això els amfitrions van caure 2 a 0 quan en el minut 119 el marcador era de 0 a 0. Malgrat això, Löw va ajudar a Klinsmann a conjunyir el vestuari aconseguint un brillant partit contra Portugal en el partit del tercer i quart lloc, guanyant 3-1 amb dos gols Bastian Schweinsteiger. L'èxit va dur a Löw i sobretot a Klinsmann a ser reconeguts com a icones a Alemanya.

### Seleccionador d'Alemanya
El 12 de juliol de 2006, després que Klinsmann decidira no renovar el seu contracte, Löw va ser nomenat nou entrenador d'Alemanya. Joachim Löw va signar un contracte de dos anys de durada i anuncià que continuaria amb la filosofia que escometé amb Klinsmann. Va declarar que el seu objectiu era triomfar en l'Eurocopa 2008. El seu primer partit en el càrrec va ser un amistós contra Suècia en Gelsenkirchen el 16 d'agost del 2006, amb un reeixit 3-0 en el qual Miroslav Klose va marcar dos punts i Bernd Schneider va marcar el tercer. Amb victòries davant Irlanda i San Marino Löw va començar amb bon camí la Classificació per a l'Eurocopa 2008.
El dissabte 7 d'octubre de 2006 l'"Elf" alemany va guanyar 2-0 contra Geòrgia en el DKB-ArenaOstseestadion de Rostock, sent la quarta victòria consecutiva para Joachim Löw i el seu equip, de fet era la millor arrencada d'un seleccionador alemany. L'equip va ampliar aquest registre a cinc triomfs en la següent trobada, classificatori per a l'Euro 2008 contra Eslovàquia en Bratislava el dimecres 11 d'octubre, amb un solucione 4-1. El gol dels eslovacs va ser el primer concedit per Alemanya sota la batuta de Löw després d'un total de 418 minuts jugats amb una taula classificatòria immaculada.
El següent partit va posar fi al registre perfecte de Löw, el 15 de novembre el partit de classificació en Nicòsia contra Xipre va acabar en un 1-1 decebedor. El 7 de febrer de 2007, en un amistós en Düsseldorf, Alemanya va derrotar a Suïssa 3-1. El 24 de març de 2007 una victòria 2 a 1 en la visita contra la República Txeca que eren els rivals més forts del Grup D. La ratxa victoriosa acabà el 28 de març de 2007, quan Löw posà a prova l'onze inicial experimental en un amistós contra Dinamarca on l'equip perdé 0 a 1.
Després d'aquell partit Alemanya va guanyar a San Marino 6-0 i a Eslovàquia 2 a 1 en els partits de classificació per a l'Eurocopa de 2008 i també en l'amistós contra Anglaterra 2 a 1 en el Wembley Stadium i Gal·les 2-0. Aquest resultat va donar lloc a una nova ratxa d'11 triomfs, 1 derrota i 1 empat de 12 partits disputats i un 41:6 en el diferencial de gols. nfos, 1 derrota i 1 empate de 12 partits disputats i un 41:6 en el diferencial de goles.
En l'Eurocopa 2008, Alemanya que era un dels favorits del torneig, va derrotar a Polònia 2-0 en el seu primer partit, amb dos gols de Lukas Podolski. En el seu segon partit, Alemanya va ser derrotada 2-1 per Croàcia. En el seu últim partit del grup, Alemanya es va enfrontar davant la co-amfitriona Àustria, Löw va ser expulsat de la banqueta per l'àrbitre Manuel Enrique Mejuto González al costat del seu col·lega austríac Josef Hickersberger per discutir amb el quart àrbitre. Després de la seua expulsió, va ser vist dialogant amb Angela Merkel, la Cancellera d'Alemanya, sobre l'incident. Alemanya va guanyar el partit 1 a 0, passant als quarts de final del torneig.
En quarts de final Alemanya va derrotar a una de les favorites Portugal 3-2, partit que va observar en una llotja privada de l'estadi en estar sancionat. En un partit summament apassionant contra la Turquia en les semifinals, Alemanya va guanyar 3 a 2. Però no va poder alçar-se amb el títol de l'Eurocopa al perdre 0 a 1 contra Espanya en la final del 29 de juny del 2008.

## Compromisos
Des de l'any 2000 Löw és vicepresident de la corporació del futbol juvenil d'una web de joves admiradors del futbol i dona suport el "streetfootballworld", una xarxa global de projectes socials de futbol. En el comitè i en el consell de l'entitat també ho representen antics i actuals jugadors nacionals alemanys, com Jürgen Klinsmann, Andreas Köpke, Jens Lehmann, Christoph Metzelder i Pierre Littbarski.
Des de 2006 Löw és l'entrenador de la Daimler Junior Cup, un dels tornejos més importants per als joves professionals.

## Vida privada
Joachim Löw viu a Friburg amb la seua muller Daniela.

## Trajectòria com a jugador
- SC Freiburg - (Alemanya) - 1978 – 1980
- VfB Stuttgart - (Alemanya) - 1980 - 1981
- Eintracht Frankfurt - (Alemanya) - 1981 - 1982
- SC Freiburg - (Alemanya) - 1982 - 1984
- Karlsruher SC - (Alemanya) - 1984 - 1985
- SC Freiburg - (Alemanya) - 1985 - 1989
- FC Schaffhausen - (Suïssa) - 1989 - 1992
- FC Winterthur - (Suïssa) - 1992 - 1994
- FC Frauenfeld - (Suïssa) - 1994 - 1995

## Trajectòria com a entrenador
- FC Winterthur D-Jugend - (Alemanya) - 1994
- FC Frauenfeld - (Alemanya) - 1994 – 1995
- VfB Stuttgart (2n Entrenador) - (Alemanya) - 1995 – 1996
- VfB Stuttgart - (Alemanya) - 1996 – 1998
- Fenerbahçe SK - (Turquia) - 1998 – 1999
- Karlsruher SC - (Alemanya) - 1999 – 2000
- Adanaspor - (Turquía) - 2001
- FC Tirol Innsbruck - (Àustria) - 2001 – 2002
- Austria de Viena - (Àustria) - 2003 – 2004
- Alemanya (2n Entrenador) - 2004 – 2006
- Alemanya - 2006 - 2021